# Erzurum (stad)
Erzurum (Armeens: Կարին, Karin) is de grootste stad van de Turkse regio Oost-Anatolië en de hoofdstad van de gelijknamige provincie Erzurum. In 2024 telde de stad 745.005 inwoners. Erzurum ligt 190 kilometer ten oosten van Erzincan en 1300 kilometer ten oosten van Istanboel, op een hoogvlakte op 1950 meter boven zeeniveau.

## Etymologie
De eerste naam van de stad was Theodosiopolis, naar de Romeinse keizer Theodosius I. De stad werd omstreeks het jaar 415 gesticht, toen de Byzantijnen het gebied regeerden. Gedurende de hoge Middeleeuwen vestigden zich veel Armeniërs in de voorheen Grieks sprekende stad. Toen in de tiende eeuw de islamitische Turken het gebied deels veroverden kreeg de stad de naam Erzen. Deze naam leidde tot verwarring, omdat er meerdere steden met dezelfde naam waren. Rum werd toegevoegd, om aan te duiden dat het hier ging om Erzen gelegen in het Romeinse gebied: Erzen al-Rum. 

## Geschiedenis
Hoewel de stad gelegen is in een bar klimaat met lange winters en er in het gebied veel aardbevingen voorkwamen, ontwikkelde de stad zich tot een belangrijke halte in de zijderoute van Perzië naar de Zwarte Zee. Vanaf de 15e eeuw won de scheepvaart echter aan belang, en stagneerde de groei van Erzurum.

### Armeense deportatie
Op 30 oktober 1895 was de stad toneel van een pogrom gericht tegen de christelijke Armeense bevolkingsmeerderheid van de stad. The Graphic meldde dat een Britse consul brieven van een Ottomaanse soldaat in handen kreeg die aan familie schreef dat hierbij circa 1.200 Armenen gedood zouden zijn.
De 40.000 Armeniërs uit de stad Erzurum werden begin juni 1915 gedeporteerd naar Deir ez-Zor in Ottomaans Syrië. De Duitse consul in Erzurum rapporteerde hierover onverbloemd dat de deportatie van de christenen uit zou lopen op ‘een absolute uitroeiing’ (eine absolute Ausrottung). Het aantal Armeniërs uit Erzurum dat daadwerkelijk Deir ez-Zor bereikte lag waarschijnlijk onder de 200.

## Klimaat
| Maand                  | jan   | feb   | mrt  | apr  | mei  | jun  | jul  | aug  | sep  | okt  | nov  | dec   | Jaar |
| ---------------------- | ----- | ----- | ---- | ---- | ---- | ---- | ---- | ---- | ---- | ---- | ---- | ----- | ---- |
| Gemiddeld maximum (°C) | −4,0  | −2,5  | 2,6  | 11,2 | 16,8 | 21,7 | 26,5 | 27,1 | 22,6 | 15,2 | 6,6  | −1,2  | 11,9 |
| Gemiddeld minimum (°C) | −14,2 | −13,0 | −7,0 | 0,2  | 4,2  | 7,2  | 11,0 | 10,9 | 6,2  | 1,5  | −4,1 | −10,6 | −0,6 |
|                        |       |       |      |      |      |      |      |      |      |      |      |       |      |
| Neerslag (mm)          | 20    | 23    | 32   | 51   | 70   | 46   | 26   | 16   | 23   | 44   | 31   | 21    | 403  |
| Bron: WeerOpReis.com   |       |       |      |      |      |      |      |      |      |      |      |       |      |

## Skischansen
Bij Erzurum ligt de skischans Kiremitliktepe. Op 15 juli 2014 vond er een aardverschuiving plaats waarop drie van de vijf schansen beschadigd werden en wegschoven. Na de aardverschuiving zijn de schansen herbouwd met een nieuwe fundering.

## Partnersteden
- Şuşa (Azerbeidzjan)

## Sporten in Erzurum
- Erzurumspor
- Erzurumspor FK

## Geboren
- Armenak Arzrouni (1901-1963), fotograaf
- Fethullah Gülen (1941-2024), prediker
- Fatih Çiplak (1994), voetballer

## Galerij

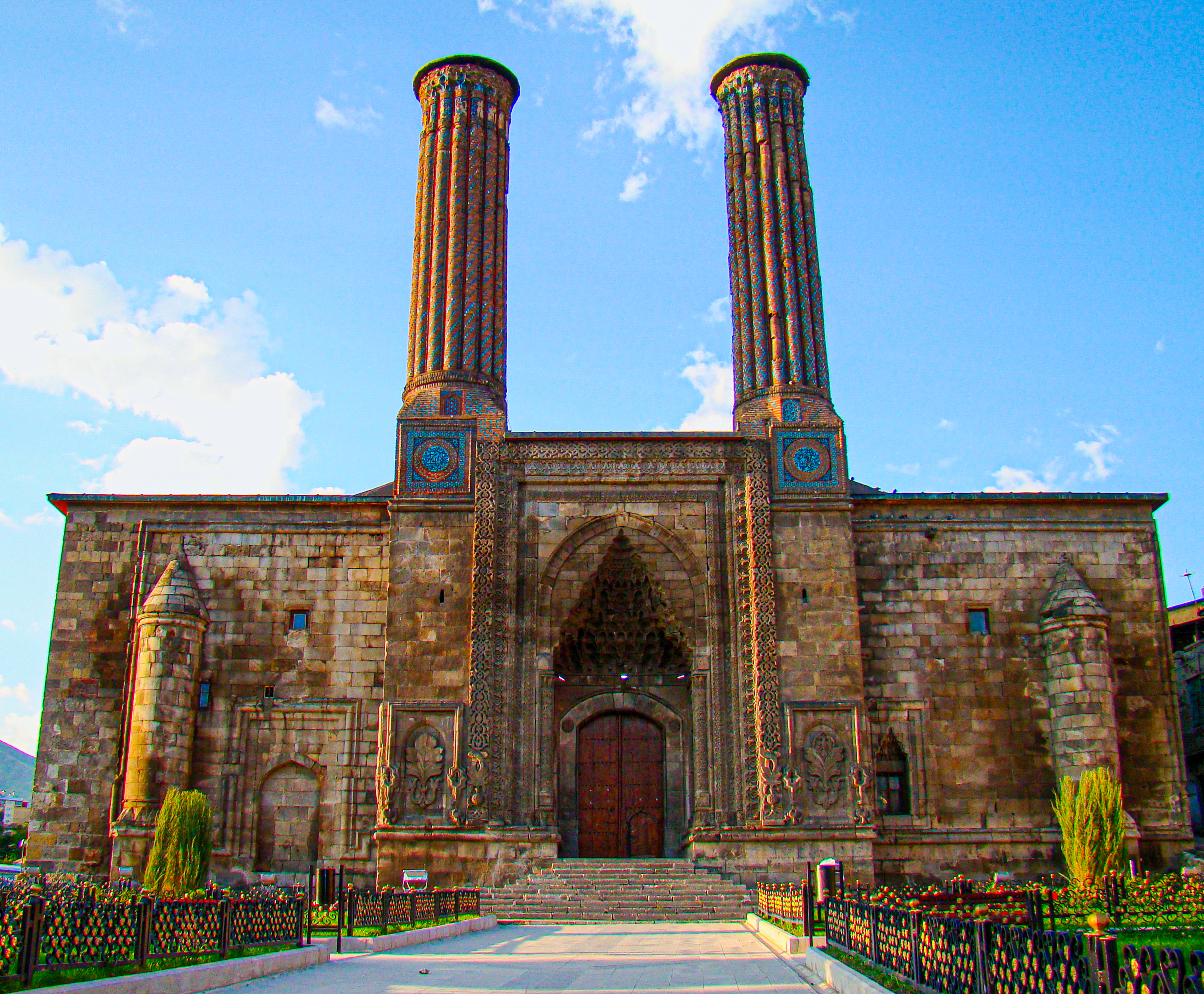
De Çifte Minareli Madrassa
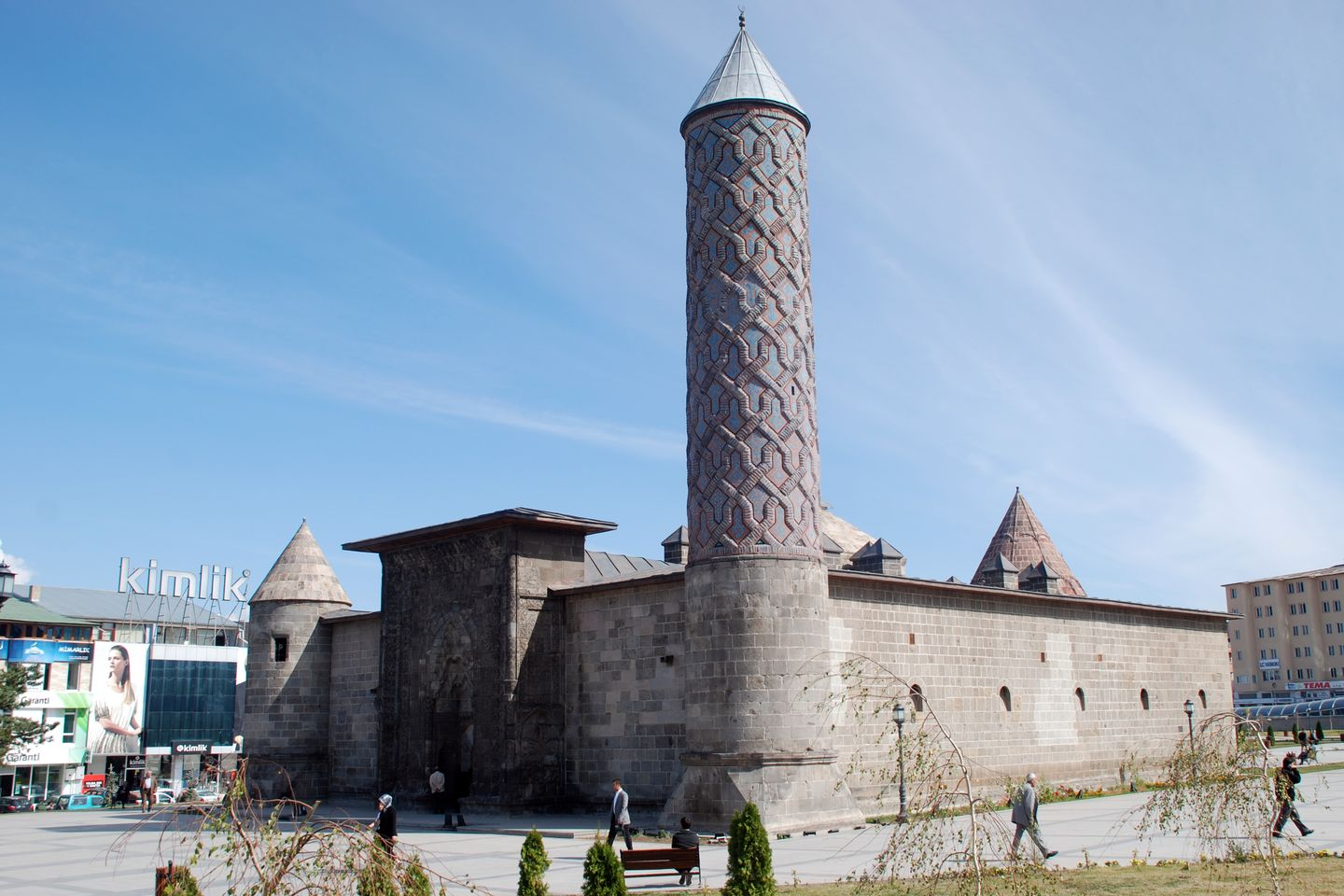
De Yakutiye Medrese
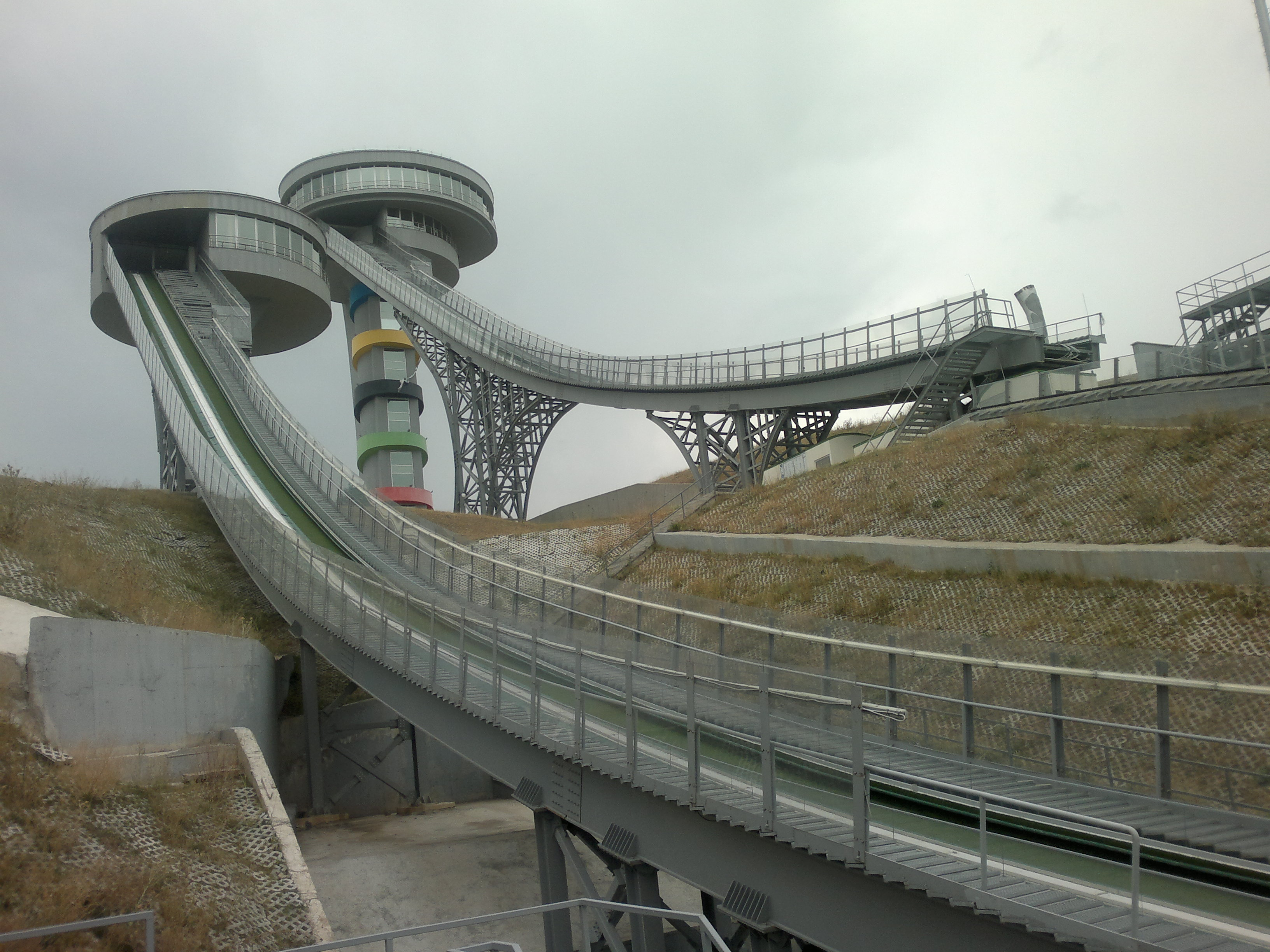
De skischansen

Adana · Ankara · Antalya · Aydın · Balıkesir · Bursa · Denizli · Diyarbakır · Gaziantep · Kayseri · Mersin · Istanbul · İzmir · İzmit · Konya · Şanlıurfa
Adapazarı · Antiochië (Antakya) · Erzurum · Eskişehir · Kahramanmaraş · Malatya · Manisa · Mardin · Muğla · Altınordu · Samsun · Tekirdağ · Trabzon · Van
Adıyaman · Afyonkarahisar · Ağrı · Akhisar · Aksaray · Alanya · Batman · Bolu · Çanakkale · Ceyhan · Çorlu · Çorum · Darıca · Derince · Düzce · Edirne · Elazığ · Erzincan · Gebze · Giresun · İnegöl · İskenderun · Isparta · Karabük · Karaman · Kırıkkale · Kırşehir · Körfez · Kütahya · Lüleburgaz · Nazilli · Niğde · Osmaniye · Rize · Siirt · Sivas · Tarsus · Tokat · Turgutlu · Uşak · Yalova ·  Zonguldak
- Bibliothèque nationale de France: cb14448813q (data)
- Gemeinsame Normdatei: 4070958-9
- Library of Congress Control Number: no00024203
- National Archives and Records Administration: 10046277
- Nationale Bibliotheek van Tsjechië: ge1174437
- Nationale Bibliotheek van Israël: 987007557357105171
- Virtual International Authority File: 144519513
- WorldCat: E39PBJg8KhFr3G44p9hxxVjgrq